# 郑富竞
郑富竞（1978年5月26日—）是一名韩国男子柔道运动员。他在2000年悉尼夏季奥林匹克运动会中，参加了男子柔道比赛并获得60公斤级银牌。